# Myrmarachne patellata
Myrmarachne patellata är en spindelart som beskrevs av Embrik Strand 1907. Myrmarachne patellata ingår i släktet Myrmarachne och familjen hoppspindlar. Inga underarter finns listade i Catalogue of Life.